# Гарабулаг (Ходжалинский район)
Гарабулаг (азерб. Qarabulaq) или Карабулак — село в Ходжалинском районе Азербайджана, является центром Гарабулагского сельского административно-территориального округа.

## География
Село Гарабулаг является центром Гарабулагского сельского административно-территориального округа Ходжалинского района, при этом в состав этого сельского административно-территориального округа входят также и сёла Бахарлы, Демирчиляр, Мадаткенд.
Село расположено в 30 км от города Ханкенди.

## История
В советский период было центром одноимённого сельсовета и входило в состав Аскеранского (до 1978 года — Степанакертского) района Нагорно-Карабахской автономной области (НКАО) Азербайджанской ССР.
2 сентября 1991 года на совместной сессии Нагорно-Карабахского областного и Шаумяновского районного советов народных депутатов была принята Декларация о провозглашении Нагорно-Карабахской Республики (НКР) в границах НКАО и сопредельного Шаумяновского района Азербайджанской ССР.
После упразднения НКАО по решению Верховного Совета Азербайджана от 26 ноября 1991 года село оказалось в составе Ходжалинского района. В настоящее время село Гарабулаг является центром Гарабулагского сельского административно-территориального округа Ходжалинского района Азербайджана.
В ходе Первой Карабахской войны село в начале 1990-х годов попало под контроль непризнанной Нагорно-Карабахской Республики (НКР), согласно административно-территориальному делению которой называлось Акнахбюр (арм. Ակնաղբյուր, также Акнахпюр) и входило в состав Аскеранского района НКР.
Во время Второй Карабахской войны, по сообщению омбудсмена НКР Артака Бегларяна, 30 октября 2020 года в результате обстрела с азербайджанской стороны в этом селе погиб 60-летний мужчина, ещё шесть мирных жителей получили ранения. 7 ноября 2020 года Президент Азербайджана Ильхам Алиев объявил о возвращении села под контроль Азербайджана.

## Население
Согласно Кавказскому календарю на 1910 год, население села Карабулаг Шушинского уезда Елизаветпольской губернии к 1908 году составляло 651 человек и состояло в основном из армян. В 1911 году здесь проживало 635 человек, все — армяне, а к началу 1914 года указан 581 житель, также преимущественно армяне.
По состоянию на 1 января 1933 года в селе проживало 590 человек (156 хозяйств), все — армяне.
По результатам переписи населения Нагорно-Карабахской Республики 2005 года:
- наличное население 557 человек (274 мужчины, 283 женщины);
- постоянное население 578 человек (285 мужчин, 293 женщины).